# Heilig Grafkapel (Meerhout)

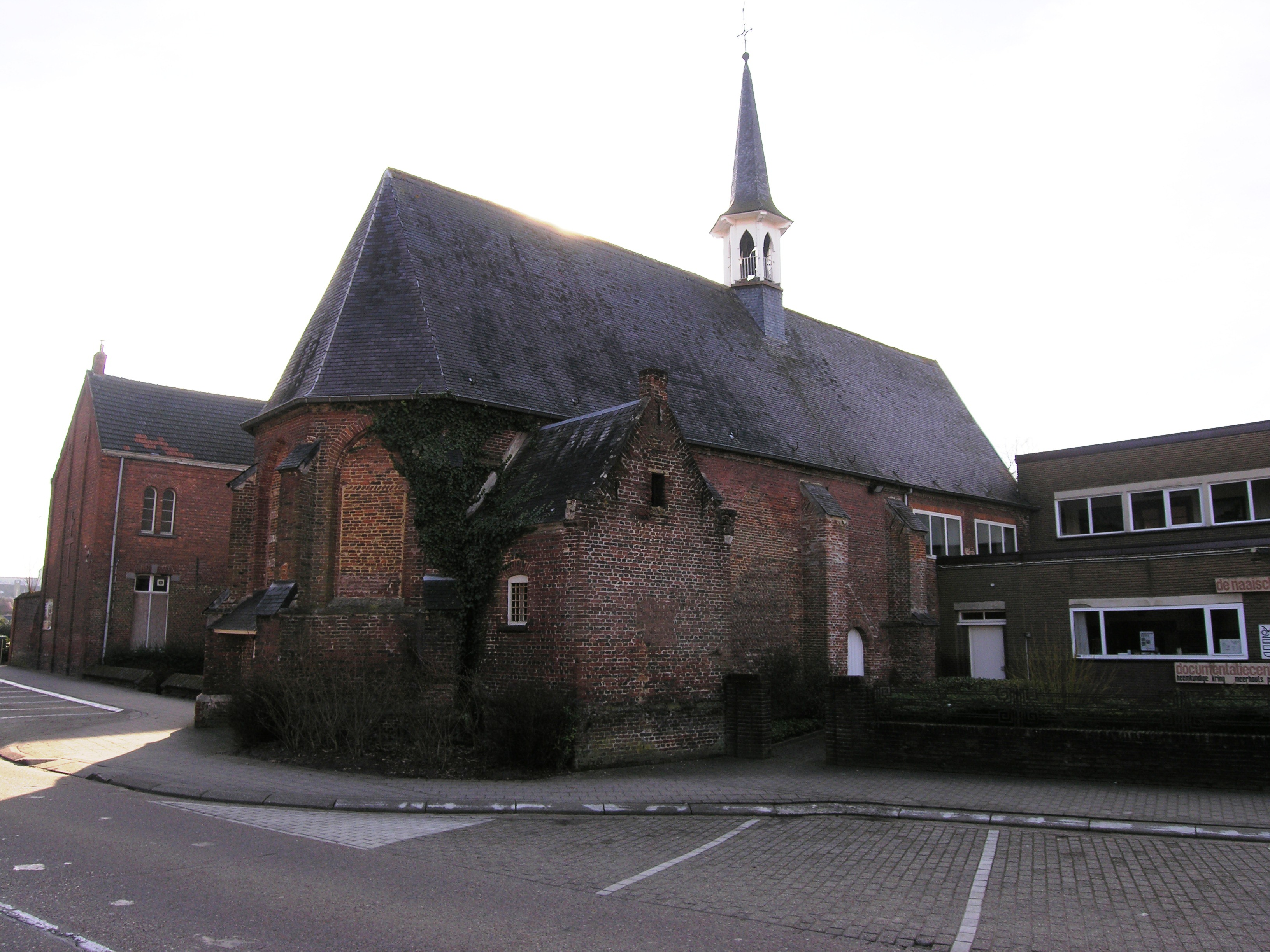
Heilig Grafkapel

De Heilig Grafkapel is een kapel in de Antwerpse plaats Meerhout, gelegen aan de Gasthuisstraat.

## Geschiedenis
Een gasthuis voor pelgrims werd in 1362 gesticht door Elisabeth Van Overryt. Van de kapel van dit gasthuis resten nog de sacristie en enkele muurresten. Omstreeks 1500 werd de kapel herbouwd in gotische stijl.
In de 17e en 18e eeuw fungeerde dit domein als omgrachte schans met vestingtoren en ophaalbrug. Van 1805-1816 verbleven hier de verdreven Franciscanessen uit Arendonk, die later weer naar hun oorspronkelijke klooster konden terugkeren. Van 1830-1837 werd het gasthuis als militair slachthuis gebruikt. In 1852 kwam het gasthuis aan een particulier en in 1853 aan de parochie, op voorwaarde dat er een meisjesschool gesticht zou worden.
Deze school werd geleid door de Zusters van het Heilig Graf die in 1855 het klooster Betlehem lieten bouwen. De kapel werd daarbij vergroot. De school kwam tot bloei. In 1925-1930 werd de kapel nog gerestaureerd.

## Gebouw
Er is een U-vormig voormalig kloostercomplex met de kapel ten noorden daarvan. Deze in hoofdzaak gotische kapel heeft een rechthoekige plattegrond en een driezijdige koorsluiting. Noordelijk daarvan is een 14e-eeuwse sacristie. De kapel wordt overkluisd door een houten spitstongewelf.
De kloostervleugel van 1855 werd in 2014 gesloopt.